# Halina Licnerska
Halina Licnerska (ur. 30 czerwca 1952 w Raciborowicach, zm. 7 października 1994 w Krzeczowie) – polska polityk, posłanka na Sejm II kadencji.

## Życiorys
Córka Kazimierza. Z wykształcenia technik ekonomista, ukończyła studium zawodowe w Bolesławcu. W 1993 została wybrana na posła II kadencji z listy Unii Pracy z okręgu gdańskiego.
Zginęła w wypadku drogowym w Krzeczowie 7 października 1994, w którym śmierć ponieśli także posłowie Wanda Sokołowska, Maria Trzcińska-Fajfrowska i Marian Korczak oraz pracownik Kancelarii Sejmu. W 1996 została pośmiertnie odznaczona Krzyżem Oficerskim Orderu Odrodzenia Polski.
Pochowana na cmentarzu komunalnym w Raciborowicach Górnych.

## Upamiętnienie
- Tablica pamiątkowa odsłonięta przy wejściu do Sali Konferencyjnej w Nowym Domu Poselskim (sali obrad m.in. Komisji Polityki Społecznej i Rodziny) we wrześniu 2015[4].